# Run archery

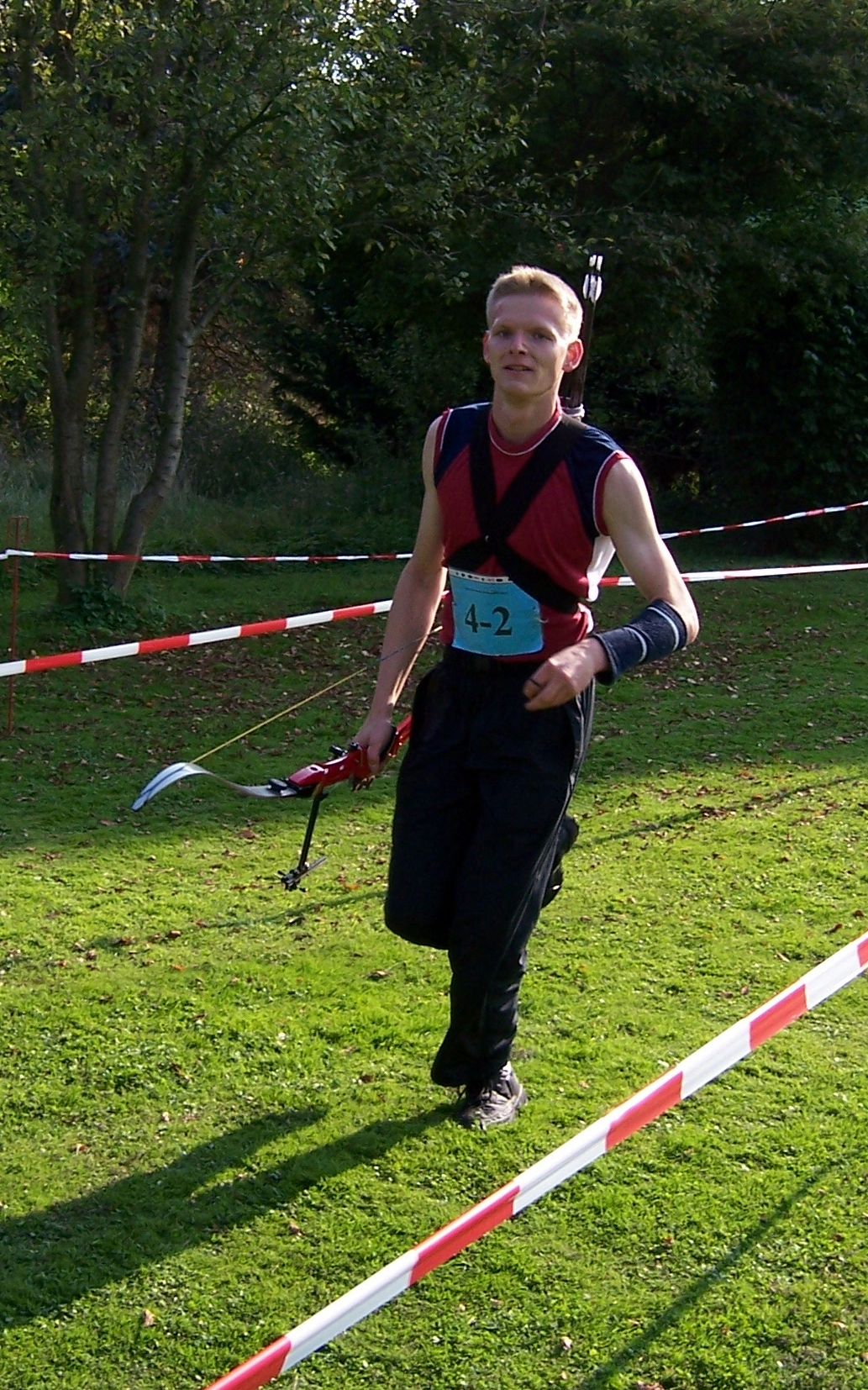
Archer pratiquant le Run archery en compétition. Il est équipé d’un arc à bouts recourbés et d’un carquois dorsal.

Le Run archery est une discipline internationale combinant le tir à l'arc et la course à pied créée dans les années 1990.

## Histoire
Le Run archery a été créé dans les années 1990 par des associations de tir à l'arc européennes. Depuis 2000, certains pays comme la Russie, la Hongrie, les Pays-Bas et l'Allemagne ont commencé à organiser des championnats nationaux annuel.
La World Archery Federation l'a reconnu comme étant une discipline officielle en 2003 et la Fédération française de tir à l'arc en 2018.

## Parcours
Comme au biathlon, les participants commencent en courant sur une distance d'environ 1 kilomètre pour les circuits longs et 400 mètres pour les circuits courts. Les départs ont lieu en individuel ou en pelotons. En individuel ils s’effectuent au rythme d’un départ toutes les 30, 45 ou 60 secondes, au choix de l’organisateur. En peloton ils s’effectuent au rythme d’un départ toutes les 2 à 5 minutes en fonction de la taille du peloton. Leur taille dépend du nombre total d’athlètes dans la catégorie.
Ils alternent avec des séquences de tir où ils doivent tirer 4 flèches sur une cible à bascule en mousse de 16cm de diamètre à une distance de 18 mètres. Si l'archer manque la cible, il doit effectuer un tour de pénalité d’une distance d'environ 60 mètres pour les circuits courts et 150 mètres pour les circuits longs. Le coureur effectue une nouvelle boucle et adopte une position à genou lors de son 2e tir. Il y a ensuite une 3e phase de course et de tir, de nouveau debout. L'archer se dirige ensuite en courant vers la ligne d’arrivée.
Le point est validé dès que la flèche touche la cible, peu importe si elle est au centre ou aux extrémités.
L'arc doit être porté par l'archer durant les phases de course à pied. Les flèches peuvent être mises dans un carquois pendant la course, ou bien laissées sur le pas de tir.

## Run archery relais
Le Run archery relais est une variante en équipe de trois. Un compétiteur n'effectue qu'un seul tour, et laisse la place à son équipier pour le tour suivant.
Le Run archery relais mixte s'effectue sur le même principe, en équipe de deux, constituée d'un homme et d'une femme.